# Colonia (Yap)
Colonia è la capitale dello Stato di Yap, degli Stati Federati di Micronesia.
La municipalità conta 3 126 abitanti (2010), una superficie di 11 km² ed è situata sull'isola di Yap (omonimo distretto amministrativo e municipalità). Oltre a possedere alcune strutture alberghiere, è servita dall'unico aeroporto dello Stato. Non va confusa con Kolonia, la capitale dello Stato di Pohnpei.
Rull è il nome della municipalità dove si trova Colonia.